# یواس‌اس پوکاتلو (پی‌اف-۹)
یواس‌اس پوکاتلو (پی‌اف-۹) (به انگلیسی: USS Pocatello (PF-9)) یک کشتی بود که طول آن ۳۰۳ فوت ۱۱ اینچ (۹۲٫۶۳ متر) بود. این کشتی در سال ۱۹۴۳ ساخته شد.